# 丹羽政彦
丹羽 政彦（にわ まさひこ、1968年11月23日 - ）は、日本のラグビー指導者、元ラグビー選手。北海道苫前郡苫前町生まれ。現役時代のポジションはウィング(WTB)。　元明治大学ラグビー部監督。現在、北海道ラグビーフットボール協会W杯準備委員会委員長。

## 経歴
羽幌高校時代、北海道遠征に来ていた北島忠治（明治大学ラグビー部監督）に見出され、明治大学に進学。
明大4年時には大学選手権優勝に貢献した。大学の同期である吉田義人とは、バックスで名コンビであった。
大学卒業後は清水建設に入社。関東社会人リーグで2度の優勝を経験し主将も務めた。
2013年に吉田義人の後任として明治大学ラグビー部の監督に就任し、2017年度まで監督を務めた。

## プレースタイル
俊足に加え、プレースキックの正確さに定評があった。